# E. N. P. Sowah
E. N. P. Sowah war der zwischen 1986 und 1990 Chief Justice von Ghana, also oberster Richter. Sowah wurde während der Militärdiktatur des Provisional National Defence Council (PNDC) unter Führung von Jerry Rawlings zum siebten Chief Justice seit der Unabhängigkeit des Landes ernannt. Amtsvorgänger war Fred Kwasi Apaloo, Amtsnachfolger von Sowah wurde Philip Edward Archer.
Sowah hatte bereits im Jahr 1986 als Richter am Supreme Court das festgesetzte höchste Dienstalter erreicht und sollte aus dem Richteramt in den Ruhestand ausscheiden. Im Jahr 1986 wurde durch den PNDC ein Gesetz (Judicary Retiring Ages Law, 1986, PNDCL 161) erlassen, dass Richtern erlaubte freiwillig die Altersobergrenze für Richter mit Genehmigung des PNDC zu überschreiten. Auch die Dauer der Überschreitung der Altersgrenze für Richter lag im Ermessen des PNDC.
Sowah machte von dieser Möglichkeit Gebrauch und blieb weitere vier Jahre im Amt. Dieser Schritt wurde von der ghanaischen Rechtsanwaltskammer wie auch von den Richtern erheblich angegriffen. Hier wurde im Wesentlichen die Unabhängigkeit des Richteramtes in Frage gestellt.